# Delphinium davisii
Delphinium davisii är en ranunkelväxtart som beskrevs av Philip Alexander Munz. Delphinium davisii ingår i släktet storriddarsporrar, och familjen ranunkelväxter. Inga underarter finns listade i Catalogue of Life.